# Дисцитис
Дисцитис, дискитис, (лат. discitis) је запаљењем изазвана болест међупршљенског простора,  фиброзног диска смештеног у том простору и околног ткива. Од ове болести најчешће обољевају деца млађа од 10 година старости, мада се болест може јавити и у осталим старосним групама. У највећем броју случајева дисцитис је незаразнa болест, иако у свом називу носи префикс „–итис“

## Епидемиологија
У Сједињеним Америчким Државама учесталост дисцитиса креће сеу распону од 1 на 100.000 до 1 на 250.000 становништва. У другим развијеним земљама света учесталост дисцитиса је слична; па је тако нпр. код мање развијених нација инфективни дисцитис много чешћи. У неким деловима Африке код 11% свих пацијената са болом у леђима дијагностикован је дисцитис.
Бискодална старосна расподела дисцитиса карактерише се подацима да у детињствуи болест погађа пацијенте са просечном старошћу од 7 година. Учесталост дисцитиса се затим смањује до средњег узраста, када се јавља други врх инциденције у доби од приближно 50 година. Неки аутори тврде да је дечији дисцитис посебан облик болести и да га треба посматрати независно, од осталих облика.
Дискитис преовладава код мушкараца и израженији је код одраслих особа, са мушко женским односом у распону од 2 : 1 до највише 5 : 1. Дицитис у детињству има благу преваленцију код мушкараца, са мушко женским однсом 1,4 : 1.
Није примећена одређена расна склоност дицитиса.

## Етиологија
Дисцитис је јако ретка болест, чија етиологија није у потпуности разјашњена. Болест се може јавити у било ком узрасту  али се најчешће јавља код деце млађе од 10 година,  у фази њиховог интензивног раста. 
Болест је најчешће локализована у међупршљенским просторима у грудном или лумбалном (слабинском) делу кичме.
Дисцит локализован у грудном делу кичме због ширења процеса према плућима  може изазвати озбиљне поремећаје функција дисања. 
Због недовољно јасне етиологије болести и различитих патофизиолошких механизама настанка, разликујемо два облика дисцитиса; 
Примарни облик дисцитиса
Примарно настаје у међупршљенском простору и међупршљенском диску и најчешће је узрокован бактеријском или вирусном инфекцијом, 
Секундарни облик дисцитиса
Настаје као последица (компликација) других запаљењских и незапаљењских болести присутних у организму, које секундарно дисеминацијом (ширењем)(најчешће преко крви) изазивају запаљење међупршљенског диска, или као последица дисеминације процеса из околних структура у међупршљенски простор и друге структуре кичменог стуба. Други процеси који секундарно могу изазвати дисцитис су; 
- остеомијелитис[4]
- аутоимуне болести,
- туберкулоза,
- лекови и друге супстанце (алкохол, дрога, токсини итд)[5]

У секундарни облик дисцита спада и изузетно редак облик инфективног дисцита изазван бактеријама из групе (лат. Neisseria sicca/subflava).
У секундарни облик спада и дицитис настао као компликација (нежељене реакције или инфекције међупршљенског диска) након дискографије и може се јавити у <1% случајева., или након оперативних захвата на диску. Дисцитис након ендоскопске дисцектомије лумбалног (слабинског) међупршљенског диска јавља се у 2-3% оперисаних болесника.

## Клиничка слика
Клиничку слику дисцитис карактерише; спор почетак болести, јаки болови у леђима, увећана температуре тела (најчешће субфебрилна), грозница, знојење, осећај умора, губитак апетита и други симптоми међу којима су најчешћи; 
- Бол у стомаку
- Бол у леђима куку, ногама, или препонама.
- Потешкоће при устајању и стајању
- Повећана задња закривљеност кичме
- Раздражљивост
- Дете одбијање да се седи, стоји или хода
- Укоченост у леђима
- Губитак апетита

Ако се инфекција прошири, процес може да пређе у хронични облик запаљења кичме. У неким случајевима, инфекција се може проширити на већи број међупршљенских сегмената и спајањем (срашћивањем) пршљенова код деце изазвати застој у расту и развоју не само кичме већ и грудног коша. Тако може настати деформација кичме позната под називом кифоза.

## Дијагноза
Дијагноза се обично поставља на основу, установљеног сужавања простора између два пршљена и других промена на међупршљенском диску и костима кичменог стуба. Ове промене се могу уочити након примене једне од метода за визуелизацију ткива и органа, које ове промене чине видљивим (али не пре 2 - 3 недеље од почетка болести) као што су;.
- Радиографија лумбосакралне кичме
- Компјутеризована томографија кичме
- Магнетна резонантна томографија кичме.

Лабораторијске анализе крви (седиментација, комплетна крвна слика), допуњују поступак утврђивања дијагнозе.

## Терапија
Циљ лечења је уклањање узрочника који је изазвао запаљење, купирање пратећег бол и уклањање последица. У зависности од тежине инфекције и других промена, лечење може бити конзервативног (лекови, мировање, физикалне процедуре) а према потреби и оперативно. 
- Инфекција се лечи антибиотицима или антивирусним лековима у зависности од узрочника запаљења.
- Бол се купира аналгетицима.
- Температура се лечи антипиретицима.
- Аутоимуне болести се лече имуносупресивним лековима за ову врсту болести.
- Хируршко лечење диска (ретко потребно) обухвата; уклањање некротичких промена у диску након тешких инфекција, фузију (спајање) имплантатима или металним умецима тежих оштећења кичмених пршљенова и корекцију кифозе, како би се болеснику омогућили нормални покрети кичме.[13]